# لف‌ونشر
لَفّ و نَشر یکی از آرایه‌های ادبی است که به این معناست: ابتدا چند چیز را پشت سر هم ذکر می‌کنیم (لف)، سپس برای هر یک از آن‌ها، توضیح یا ویژگی مربوط به خودش را می‌آوریم (نشر).
بنابراین لف و نشر، گردآوری و بازگشایی است، یعنی گردآوری رشته‌ای از کلمات، و سپس بازگشودن صفات یا ویژگی‌های مربوط به آن‌ها در ادامه بیت. در عربی لف (همریشه با لفافه) به معنی درهم‌پیچیدن و گردآوردن، و نشر به معنی پراکندن و گشودن است.
یک مثال ساده از لف و نشر:
فرض کنید می‌گوییم: «گل و بلبل، زیبا و خوش‌صدا هستند.»
لف: در این بخش، «گل و بلبل» را گرد هم آورده و ذکر کرده‌ایم.
نشر: در این بخش، ویژگی‌های مربوط به هر یک را به ترتیب بازگشوده و آورده‌ایم:
- «زیبا» مربوط به گل است.
- «خوش‌صدا» مربوط به بلبل است.

در لف و نشر، ترتیب اهمیت دارد. یعنی اولین کلمه از بخش لف (گل) با اولین کلمه از بخش نشر (زیبا) مرتبط است، و دومین کلمه از لف (بلبل) با دومین کلمه از نشر (خوش‌صدا) مرتبط می‌شود.
مثال‌های بیشتر:
مثال از سعدی:
- «از دل و دیده، خون و اشک آمد.»

دل ➜ خون
دیده ➜ اشک
مثال از حافظ:
- «خوشه‌های نیشکر و شهد، لب‌هایت و دهانت را ماند.»

خوشه‌های نیشکر ➜ لب‌هایت (از نظر شیرینی و شباهت ظاهری)
شهد ➜ دهانت (از نظر محل جمع شدن شیرینی)

## گونه‌ها
لف و نشر یا همان گردآوری و بازگشایی می‌تواند سه نوع باشد:
۱.  مرتب (بسامان): در این نوع، ترتیب میان لف و نشر یکسان است، همانند مثال‌های بالا.
۲.  مشوش (پریشان): در این حالت، ترتیب رعایت نمی‌شود. 
به عنوان مثال:
در باغ شد از قد و رخ و زلف تو بی آب
گلبرگ تری، سرو سهی سنبل سیراب
۳. معکوس (وارونه): اگر نشرها به ترتیب معکوس لف‌ها بیایند، لف و نشر را معکوس می‌نامند.
مانند این شعر خاقانی:
چون ز گهر سخن رود وز شرف و جلال و کین
چون اسد و اثیر و خور نوری و ناری ونری
برخی بر آنند که لف و نشر معکوس نوعی از لف و نشر مشوش است، و برخی دیگر لف و نشر را به سه دسته تقسیم می‌کنند و می‌گویند لف و نشر اگر مرتب و معکوس نباشد، مشوش نامیده می‌شود.
لف و نشر مرتب، موسیقی معنوی خاصی ایجاد می‌کند که به خاطر درگیری ذهن برای یافتن لف و نشرهاست، به همین دلیل عموماً هنری‌تر است. 
معروف‌ترین مثال لف و نشر در این شعر فردوسی است:
به روز نبرد آن یل ارجمند
به شمشیر و خنجر به گرز و کمند
برید و درید و شکست و ببست
یلان را سر و سینه و پا و دست
همچنین در این شعر ناصرخسرو، مصراع اول لف و نشر مرتب و مصراع دوم لف و نشر مشوش است.
بسوزد بدوزد دل و دست دانا
به بی خیر خارش به بی نور نارش

## لف و نشر در قرآن
این آرایهٔ ادبی در قرآن هم به کار رفته است.
مثلا آیه «و من رحمته جعل لکم اللیل و النهار لتسکنوا فیه و لتبتغوا من فضله: و از رحمت الهی است که شب و روز را برایتان پدید آورد تا در آن آرامش یابید و برای بهره‌گیری از فضل خدا تلاش کنید» (سورهٔ قصص، آیه ۷۳) دارای لف و نشر مرتب است، و منظور این است که در شب آرامش یابید، و در روز از فضل الهی روزی بجویید.
همچنین در آیه «و قالوا کونوا هوداً أو نصاری تهتدوا: و [اهل کتاب به مسلمانان] گفتند: یهودی یا مسیحی شوید تا هدایت یابید!» (سوره بقره، آیه ۱۳۵) منظور این است که یهودیان گفتند یهودی شوید تا هدایت‌یافته شوید، و مسیحیان گفتند مسیحی شوید تا هدایت‌یافته گردید؛ که لف در آن در مرحله اجمال است. همچنین است آیهٔ ۱۱۱ سورهٔ بقره «و قالوا لن یدخل الجنة الاّ من کان هوداً أو نصاری: و [اهل کتاب] گفتند: هیچ‌کس وارد بهشت نمی‌شود مگر آن‌که یهودی یا نصرانی باشد.»